# Orbiniidae
Famille
Synonymes
- Ariciidae Audouin & Milne Edwards, 1833[2]
- Questidae Hartman, 1966[2]

Les Orbiniidae sont une famille de vers marins polychètes.

## Liste des sous-familles et genres directement rattachés
Selon World Register of Marine Species (6 janvier 2019) :
- sous-famille Methanoariciinae Blake, 2000
- sous-famille Microrbiniinae Blake, 2000
- sous-famille Orbiniinae Hartman, 1942
- genre Gisela Müller, 1858
- genre Paraorbiniella Rullier, 1974
- genre Questa Hartman, 1966
- genre Schroederella Laubier, 1962
- genre Scoloplella Day, 1963
- genre Scoloplosia Rullier, 1972
- genre Uncorbinia Hartmann-Schröder, 1979

## Publication originale
- Hartman, 1942 : A review of the types of polychaetous annelids at the Peabody Museum of Natural History, Yale University. Bulletin of the Bingham Oceanographic Collection, Yale University, vol. 8, n. 1, pp. 1-98 (en).